# Olewin (województwo łódzkie)
Olewin – wieś w Polsce położona w województwie łódzkim, w powiecie wieluńskim, w gminie Wieluń, przy drodze wojewódzkiej nr 488.
Do 1953 roku miejscowość była siedzibą gminy Starzenice, a w latach 1953–1954 gminy Olewin. W latach 1975–1998 miejscowość położona była w województwie sieradzkim.
Odkryto tu przypadkowo w 1958 r. ślady osady z okresu wędrówek ludów i wczesnego średniowiecza, nad którą prowadzili badania archeolodzy z Muzeum Archeologicznego i Etnograficznego w Łodzi.
Na terenie wsi rośnie jedna z najstarszych (datowana na 1836 r.) topól białych w Polsce - pomnik przyrody od 1998 r.

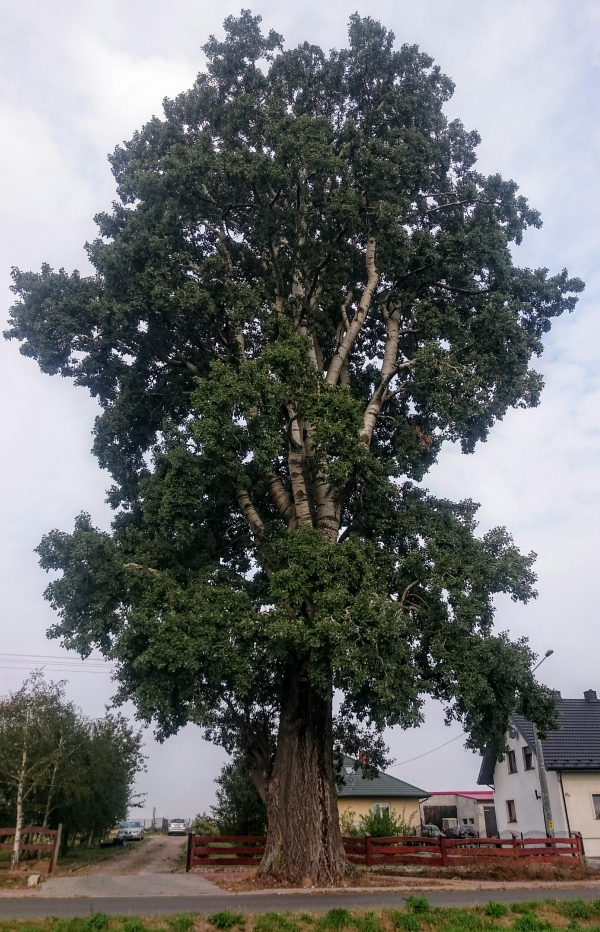
Zabytkowa topola biała